# 臺北市士林社區大學
臺北市士林社區大學，是一所坐落於臺灣臺北市的社區大學，始創於1999年9月，校址設於百齡高中，由財團法人崇德文教基金會承辦，校長為張明致。課程主要有三類，學術性課程、社團活動課程、生活藝能課程，學生三千多人。2010年，士林社大接受了地方政府的委託，認養了外雙溪公園的溼地生態池。

## 外部連結
- （中文）臺北市士林社區大學
- （中文）臺北市士林社區大學舊版網站